# Лондонски споразум (1700)
Лондонски споразум (1700) (фр. Traités de Londres, хол. Verdrag van Londen, енгл. Treaty of London) или Други споразум о подели био је други покушај Луја XIV и Вилијама III Оранског да наметну дипломатско решење за питања која су довела до рата за шпанско наслеђе. И једни и други су поделили Шпанску империју без претходних консултација и пошто су Шпанци гледали на неподељено Царство као о коме се не може преговарати, историчари их генерално сматрају непроменљивим.
Карлос II од Шпаније постао је последњи владар Хабзбуршке Шпаније са пет година 1665. Већи део свог живота патио је од лошег здравља и упркос томе што се два пута женио, до 1698. било је јасно да ће умрети без деце, остављајући питање његовог наследника нерешеним. Иако више није водећа европска сила, Царство је остало снажно глобално присуство, а пошто су најближи наследници били из аустријских породица Хабсбург и француских Бурбона, стицање било које од њих би значајно утицало на европску равнотежу снага.
У нади да ће избећи још један скуп сукоб као што је Рат Велике алијансе, 1698. године Вилијам и Луис су се сложили са споразумом у Ден Хагу (1698) или Уговором о првој подели, чиме је Јозеф Фердинанд постао наследник шпанског престола. Постало је сувишно када је умро од малих богиња у фебруару 1699. и Лондонским споразумом је замењен Карлом VI, млађим сином цара Леополда I. На крају није успео да спречи избијање рата у јулу 1701.

## Позадина
Године 1665. Карлос II од Шпаније постао је последњи владар Хабзбуршке Шпаније са пет година. Већи део свог живота патио је од лошег здравља и упркос томе што се два пута женио, до 1698. изгледало је да ће вероватно умрети без деце. Иако је финансијска и војна моћ Шпаније опала током 17. века, Шпанска империја је остала углавном нетакнута, са територијама у Италији, Шпанској Холандији, Филипинима и Америци. Пошто су најближи наследници били из аустријских породица Хабзбурга и француских Бурбона, наслеђе је било од великог значаја за европску равнотежу снага и била је предмет дебате дуги низ година. На пример, у Тајном уговору из Довера из 1670. године, Чарлс II Стјуарт је пристао да подржи тврдњу Луј XIV.
Вилијам III Орански видео је споразуме о подели као начин изградње односа успостављених Рисвичким споразумом из 1697. са Лујем XIV ради стварања трајног мира. Наметање решења за тако важно питање Шпанији и Аустрији изгледало је мало вероватно с обзиром на нивое неповерења између обе потписнице, које су готово непрекидно ратовале од 1670. године. Вилијам је преговарао о оба уговора, а да није обавестио ни Парламент ни своје министре, што је пракса која је још увек уобичајена у Француској, али не и у Енглеској. Лорд Сомерс, део Виг Јунтоа који је управљао енглеском владом за Вилијама, био је генерално непријатељски настројен према одредбама Првог споразума о подели за који је сазнао тек непосредно пре његовог потписивања.
Неколико Вилијамових министара у Енглеској или Низоземској Републици веровало је Лују, утисак је ојачао када је маркиз д'Аркур послат као изасланик у Мадрид у новембру 1698. да изгради шпанску подршку француском кандидату. Шпанци нису били вољни да дозволе да се њихово царство подели без консултација како би одговарало потребама страних сила. Чарлс је 14. новембра 1698. објавио свој тестамент, чиме је шестогодишњи Јозеф Фердинанд од Баварске постао наследник неподељене шпанске империје и тиме игнорисао територијална прилагођавања наведена у Првом споразуму о подели. Када је Јосиф Фердинанд умро од великих богиња у фебруару 1699, било је потребно друго решење.

## Преговори
Шпански двор је био подељен на проаустријску и профранцуску фракцију, а ову другу предводи кардинал Портокареро, надбискуп Толеда. Током већег дела Чарлсове владавине, његову владу су контролисали проаустријанци, на челу са његовом мајком, Маријаном од Аустрије, а затим после њене смрти 1696. године од стране његове друге жене, Марије Ане од Нојбурга. Под њиховим утицајем, Шпанија се придружила антифранцуској коалицији током Рата Велике алијансе, што се показало катастрофалном одлуком. До 1696. Француска је држала већи део Каталоније, док је Шпанија била приморана да прогласи банкрот 1692. године; иако је Марија Ана успела да задржи власт уз помоћ лажних гласина о њеној трудноћи, Чарлс је био приморан да протера њену немачку пратњу.
Из разних разлога, Аустријанци су били непопуларни код већине шпанског племства, док је Чарлс такође замерио њиховој ароганцији и јасно је ставио до знања д'Аркуру да неће пристати на поделу царства. Многи шпански политичари преферирали су француског кандидата јер су ратови у последњих 50 година указивали да је Француска бољи савезник него противник, а њена локација је значила да је боље опремљена да заштити Шпанију од Аустрије.
Након смрти Јосифа Фердинанда, Лујев виши саветник за спољну политику, маркиз од Торсија, брзо је саставио нацрт предлога са ревидираним условима које је Вилијам у принципу одобрио у јуну 1699. Међутим, када је предложени уговор представљен Леополду I, он је у почетку одбио потребне територијалне уступке и као резултат тога Холанђани су одложили формалну сагласност. То је значило да је уговор формално потписан тек 12. марта 1700. у Лондону, а затим у Хагу 24.

## Одредбе
Главна промена у односу на Први уговор била је замена Јосифа Фердинанда као наследника шпанског престола Леополдовим млађим сином Карлом VI ; Шпанија је задржала своје царство изван Европе и Шпанску Холандију, али је Француска добила краљевине Напуљ и Сицилију, шпанску покрајину Гипускоа и заменила Војводство Лорену за Војводство Милано. Француска ће затим пренети Напуљ и Сицилију Виториу Амедеу II од Сардиније у замену за округе Нице и Савоје, трансалпске територије савојске државе које су коначно постале део Француске након Другог рата за уједињење Италије 1859.
Иако је Леополд прихватио принцип поделе Шпанске империје у замену за то што је његов син постао краљ, он се противио да се Француској додељују шпански поседи у Италији, посебно Милано, који је сматрао неопходним за безбедност јужних граница Аустрије. Поред тога, Лорена је била империјална држава коју је Француска окупирала 1670. и вратила је тек 1697. године, а њен недавно обновљени наследни војвода од Лорене био је Леополдов нећак. Као резултат тога, примена њених услова је била мало вероватна јер се ни Леополд ни Виторио Амедео не би сложили са потребним територијалним разменама, док Шпанија не би прихватила чак ни принцип.

## Последице
Када су Шпанци средином јуна сазнали за услове Лондонског споразума, Чарлс је изменио свој тестамент у корист надвојводе Чарлса и поново одредио неподељену монархију. У септембру му је још једном позлило, а до 28. више није могао да једе. Чинило се да је његова смрт неминовна, а 2. октобра Портокареро га је убедио да промени своју вољу у корист Филипа V, млађег сина Луја, великог дофена и унука Луја XIV. Умро је 1. новембра 1700, пет дана пре свог 39. рођендана.
Када је Луј 9. новембра примио званичну шпанску понуду Филипу, једна од опција је била да је одбије и инсистира да надвојвода Чарлс прихвати трон како је предвиђено Лондонским уговором; то је значило да ако Леополд настави да одбија територијалне уступке, у теорији Луис би тада могао да позове Енглеску и Низоземску Републику да му се придруже у њеном спровођењу. Међутим, чини се мало вероватним да је ово икада озбиљно разматрано јер, како је Вилијам приметио, није имало смисла „ићи у рат... за споразум који сам склопио само да спречим рат“. Филип је 16. новембра проглашен за Филипа V од Шпаније, а Рат за шпанско наслеђе је почео у јулу 1701.
Уговор не само да није успео да спречи избијање рата 1701. године, већ је такође показао да монарси више не могу једноставно да наметну своја решења националним државама. Када је парламент коначно сазнао за услове у марту 1700, њихова реакција је била бесна, делом зато што су сматрани да штете енглеским комерцијалним интересима, али и зато што су одобрени без њиховог знања или сагласности. Торијевачка већина је накнадно покушала опозвати Сомерса због његове улоге у преговорима и иако неуспешан, процес је загорчао односе између две стране и имао дубок утицај на британску политику у наредне две деценије.

## Извори
- Falkner, James (2015). The War of the Spanish Succession 1701–1714. Pen and Sword. ISBN 978-1-4738-7290-5.
- Gregg, Edward (1980). Queen Anne (Revised) (The English Monarchs Series) (2001 изд.). Yale University Press. ISBN 0300090242.
- Hargreaves-Mawdsley, HN (1979). Eighteenth-Century Spain 1700–1788: A Political, Diplomatic and Institutional History. Macmillan. ISBN 0-333-14612-3.
- Harris, Tim (2006). Restoration: Charles II and His Kingdoms, 1660-1685. Penguin. ISBN 978-0140264654.
- Mckay, Derek; Scott, HM (1983). The Rise of the Great Powers 1648 - 1815 (The Modern European State System). Routledge. ISBN 0582485541.
- Rommelse, Gijs; Onnenkirk, David, ур. (2011). Ideology and Foreign Policy in Early Modern Europe (1650–1750). Routledge. ISBN 978-1409419136.
- Rommelse, Gijs (2011). Ideology and Foreign Policy in Early Modern Europe (1650–1750). Routledge. ISBN 978-1409419136.
- Rule, John (2017).  Onnenkirk, David; Mijers, Esther, ур. The Partition Treaties, 1698-1700 in A European View in Redefining William III: The Impact of the King-Stadholder in International Context. Routledge. ISBN 978-1138257962.
- Sachse, William Lewis (1986). Lord Somers: A political portrait. Manchester University Press. ISBN 071900604X.
- Storrs, Christopher (2006). The Resilience of the Spanish Monarchy 1665-1700. OUP Oxford. ISBN 0199246378.
- Ward, William; Leathes, Stanley (1912). The Cambridge Modern History (2010 изд.). Nabu. ISBN 1174382058.